# Sulawesipapegoja
Blåryggig papegoja (Tanygnathus sumatranus) är en fågel i familjen östpapegojor inom ordningen papegojfåglar.

## Utseende och läte
Sulawesipapegoja är en lysande grön papepgoja med en stor näbb, orange hos hanen och hornfärgad hos honan och ungfågeln. Den skiljer sig från blånackad papegoja genom avsaknad av ljus stjärtspets och gula vingundersidor, och från stornäbbad papegoja genom avsaknad av slående gula vingteckningar. Fågeln är ljudlig, med både högljudda, ljusa och nasala "klee-oo", explosiva "kyow" och "kew" i flykten. 

## Utbredning och systematik
Sulawesipapegojan delas in i två underarter:
- Tanygnathus sumatranus sangirensis – förekommer i  Sangiheöarna och Talaudöarna
- Tanygnathus sumatranus sumatranus – förekommer på Sulawesi, Togianöarna, Sulaöarna, Pulau Muna och Buton och i Banggaiöarna

Tidigare inkluderades arten Tanygnathus everetti i sulawesipapegojan. Denna urskiljs dock allt oftare som egen art.

## Levnadssätt
Sulawesipapegojan hittas i skogar i låglänta områden och förberg. Där ses den i flockar högt uppe i träden. Fågeln är ofta aktiv och ljudlig även nattetid.

## Status och hot
Arten har ett stort utbredningsområde, men tros minska i antal, dock inte tillräckligt kraftigt för att den ska betraktas som hotad. Internationella naturvårdsunionen IUCN listar arten som livskraftig (LC).

## Namn
Sulawesipapegojan kallades tidigare blåryggig papegoja, men detta namn har förts över till Tanygnathus everetti när dessa urskildes som två olika arter. Den har även kallats müllerpapegoja eller Müllers papegoja.